# Sangue del mio sangue
Sangue del mio sangue (Engels: Blood of My Blood) is een Italiaans-Frans-Zwitserse film uit 2015, geschreven en geregisseerd door Marco Bellocchio. De film ging in première op 8 september op het 72ste Filmfestival van Venetië.

## Verhaal
Italië tijdens de 17de eeuw. De aristocratische Federico bezoekt het klooster van Bobbio waar zuster Benedetta beschuldigd wordt van hekserij, omdat ze de priester Fabrizio, de tweelingbroer van Federico, verleidde waarna deze zelfmoord pleegde. Ook Federico valt voor haar charmes en veroordeelt haar tot een levenslange opsluiting in de kloostercel. Dertig jaar later bezoekt Federico, inmiddels kardinaal geworden, Benedetta nogmaals.
Nu, eeuwen later, wordt het vervallen klooster bewoond door een graaf en vampier. Wanneer Federico Mai samen met de Russische projectontwikkelaar en miljonair Rikalkov het pand bezoekt, ontdekken ze dat de oude gevangeniscellen nog bewoond zijn. Ze alarmeren de gemeenschap van Bobbio maar die leven nog onder de leiding van de graaf als vanouds zonder moderne middelen.

## Rolverdeling
| Acteur                   | Personage      |
| ------------------------ | -------------- |
| Roberto Herlitzka        | Graaf          |
| Pier Giorgio Bellocchino | Federico       |
| Alba Rohrwacher          | Maria Perletti |
| Lydiya Liberman          | Benedetta      |
| Fausto Russo Alesi       | Cacciapuoti    |
| Federica Fracassi        | Marta Perletti |
| Filippo Timi             | Il pazzo       |
| Ivan Franek              | Rikalkov       |